# Plunk !
Plunk ! est une série de bande dessinée franco-belge humoristique créée dans Spirou n° 3539 par Luc Cromheecke au dessin et Laurent Letzer au scénario.

## Synopsis
Les aventures d'un extraterrestre sans pouvoir confronté à la vie quotidienne sur Terre.

## Les personnages
- Plunk

Corps rose et entonnoir vert vissé sur la tête, Plunk appartient à une espèce rare, encore non identifiée. Bien que muet, cet extraterrestre analyse le monde qui l'entoure avec un sens de l'absurde qui le caractérise. Quelquefois maladroit, mais tellement attachant, cet anti-héros se retrouve toujours malgré lui dans les pires situations.

## Publication

### Albums
1. I love Plunk !, Dupuis, 2007[2]
2. 100% pure Plunk, Dupuis, 2008[3]
3. Génération Plunk !, Dupuis, 2009

### Pré-publication
La série est publiée dans Spirou depuis 2006.